# 川村明
川村 明（かわむら あきら、1955年4月27日 - ）は、日本の医師。医学博士。専門は東洋医学 、外科医。

## 来歴・人物
高知県の出身。1981年、徳島大学医学部卒業。1986年、山口大学医学部大学院修了、医学博士。同大学第二外科助手。

34歳の時、消化器外科医としての長時間手術などが原因で腰椎椎間板ヘルニアとなり大手術を受ける。それをきっかけに東洋医学と西洋医学の両方をとりいれた医療を目指し、36歳で山口県宇部市に、「かわむらクリニック」を開業。手術の後遺症による腰痛やうつ病、アトピー、大腸ポリープなどに悩み、様々な健康法を試す中、ヨガに出会い、ヨガインストラクター資格を取得。ヨガにより、自身の体の不調が改善した経験を、患者や地域の高齢者の健康維持に活かせないかと試行錯誤を重ね「AKヨガ」（アンチエイジングAKヨガ）を確立した。「日本の寝たきリゼロ」を目指し、あらゆる分野の医療や介護予防運動に役立つ活動を行っている。

壁に手をつきひざ裏を伸ばすという簡単な運動を行うことで、寝たきり寸前まで腰が曲がった高齢者たちが正しい姿勢で歩けるまでに改善。 2018年にそれらの運動方法と高齢者たちのエピソードをまとめた『5秒ひざ裏のばしですべて解決』が発刊される(主婦の友社)。その後ひざ裏のばしシリーズの著書累計が66万部を超えるベストセラーとなった。出身地である高知県いの町では、自治体と連携して、寝たきりゼロを目指す介護予防運動「かわむらメソッドさんかん元気塾」に取り組んでいる。2019年には「ヨガジャーナル presents Yoga People Award 2019」において、ヨガカルチャーを広めるために貢献した男性に贈られる2019「ベスト･オブ･ヨギ」を受賞。

また「健康寿命をのばしましょう」をスローガンに、国民全体が人生の最後まで元気に健康で楽しく毎日が送れることを目標とした厚生労働省の国民運動「スマート・ライフ・プロジェクト」にも取り組んでいる。

## 著書
- 「5秒ひざ裏のばしですべて解決」 2018年3月　主婦の友社
- 「体がみるみるよみがえる！5秒ひざ裏のばし完全ガイド」 2018年8月　主婦の友社
- 「のばすだけで、体がよみがえるひざ裏のばしボール&タオル」 2018年12月　主婦の友社
- 「DVDつき  1回5秒  ひざ裏のばしストレッチ」 2019年3月　主婦の友社
- 「5秒ひざ裏のばしですべて解決」(韓文：5초 뒷무릎 펴기로 모두 해결) 2019年3月 Iaso CO., LTD (韓文：이아소)
- 「医者ヨガ」 2019年7月　主婦の友社
- 「5秒ひざ裏のばしですべて解決」(中文：奇蹟5秒膝窩伸展操) 2019年11月　UNITED CULTURE CO., LTD (中文：邦聯文化事業有限公司)
- 「腰痛.肩こりラク〜に  ひざ裏のばしタオル&    ツボボール」 2019年12月　主婦の友社
- 「はくだけでひざ裏がのびる魔法のサンダル」 2020年3月　主婦の友社
- 「5秒ひざ裏のばして 最期の3日前までトイレに行こう」2020年4月  主婦の友社
- 「ひざ裏のばしドクターの新型コロナに負けない免疫体操」2020年5月  主婦の友社
- 「家族・ケアスタッフとできる 寝たきり知らず! 奇跡のひざ裏のばし」2020年9月  世界文化社
- 「10歳体が若返る！ 奇跡の寝たまま1分ストレッチ」2021年1月  宝島社
- 「腰の激痛自分で治す最強事典」2023年1月  マキノ出版